# Cecilia Brusasorci
Cecilia Brusasorci ou Cecilia Riccio, (Vérone, 1549 - 1593) est une femme peintre italienne de l'école véronaise, active principalement dans sa ville natale au XVIe siècle.

## Biographie
Cecilia Brusasorci est la fille de Domenico Riccio, la sœur de Giovanni Battista Brusasorci (1544- ??) et Felice (1542 - 1605), eux aussi peintres.
Élève auprès de son père elle se fit une réputation dans la réalisation de portraits.

## Œuvres
- Autoportrait,

## Sources